# Szczyrbski Dział
Szczyrbski Dział (słow. Štrbské rozvodie, Štrbský prah), dawniej Wysoki Bór – szeroki i rozpłaszczony grzbiet biegnący od Tatr na południe i oddzielający Kotlinę Liptowską (na zachodzie) od Kotliny Popradzkiej (po wschodniej stronie). Grzbietem tym biegnie Wielki Europejski Dział Wodny między zlewiskami Morza Czarnego (Kotlina Liptowska) i Morza Bałtyckiego (Kotlina Popradzka).
Szczyrbski Dział zaczyna się poniżej Szczyrbskiego Jeziora i biegnie na południe do Tatrzańskiej Szczyrby (obecnie część miejscowości Szczyrba). Biegnie po zachodniej stronie stacji kolejowej Štrba. Od tego miejsca Szczyrbski Dział biegnie dalej w kierunku południowo-zachodnim do wzniesienia Pastierske (932 m). Tu zmienia kierunek na południowo-wschodni i biegnie po zachodniej stronie zabudowań miejscowości Šuňava, gdzie się kończy na wzniesieniu Vtáčnik (903 m).